# هاکوب آوتیکیان
هاکوب دانیلی آوتیکیان (ارمنی: Հակոբ Դանիելի Ավետիքյան؛ زادهٔ ۲۱ نوامبر ۱۹۴۵) روزنامه‌نگار و ویراستار اهل ارمنستان است.

## زندگی‌نامه
وی در ۲۱ نوامبر ۱۹۴۵ در بیروت به دنیا آمد و از دانشگاه دولتی ایروان فارغ‌التحصیل گشت. وی برنده جوایزی همچون مدال موسس خورناتسی است.